# Ailly-sur-Noye
Ailly-sur-Noye – miejscowość i gmina we Francji, w regionie Hauts-de-France, w departamencie Somma.
Według danych na rok 1990 gminę zamieszkiwało 2647 osób, a gęstość zaludnienia wynosiła 104 osoby/km² (wśród 2293 gmin Pikardii Ailly-sur-Noye plasuje się na 93. miejscu pod względem liczby ludności, natomiast pod względem powierzchni na miejscu 38.).